# Cnetz
cnetz, auch Cnetz, ist ein den Unionsparteien (CDU/CSU) nahestehender Verein mit Sitz in Berlin, der sich „[für eine] verantwortungsvolle Digitalpolitik, die einen fairen Ausgleich zwischen den unterschiedlichen Interessen schafft“ einsetzt. Der Verein wurde im März 2012 gegründet.

## Ziele
Der im März 2012 gegründete Verein mit dem vollen Namen „cnetz – Verein für Netzpolitik e. V.“ versteht sich selbst als „Think Tank“, der sich für eine „verantwortungsvollen Digitalpolitik, die einen fairen Ausgleich zwischen den unterschiedlichen Interessen schafft“ einsetzt. Werte, Normen und der „unabdingbare Wille innovativ und proaktiv neue Chancen zu eröffnen“ seien dabei entscheidend. Der Verein setzt sich laut eigener Aussage „für ein Internet der Freiheit“ ein. Laut Satzung ist der Vereinszweck demnach „das Bewusstsein für den durch das Internet stattfindenden gesellschaftlichen Wandel zu stärken“, „die Förderung der politischen Bildung und des demokratischen Diskurses im Rahmen der Digitalisierung“ und „die ökonomische Bedeutung der Digitalisierung unserer Welt zu vermitteln“.
In den selbst gegebenen Grundsätzen werden die drei Punkte „Modernität und Zukunftsfähigkeit“, „Miteinander und Gemeinsamkeit“ sowie „Unterstützung und Konkretisierung“ hervorgehoben, welche die Arbeit des Vereins prägen sollen.

## Aktivitäten
Der Verein engagiert sich vor allem im Bereich der Netzpolitik und verwandten Politikfeldern. So positionierte sich Cnetz kritisch zu Beschlüssen und Gesetzen des Urheberrechts, beispielsweise ACTA, aber auch gegen ein Leistungsschutzrecht für Presseverleger, für Netzneutralität und gegen eine gesetzliche Vorratsdatenspeicherung.
Abseits der klassischen Netzpolitik forderte der Verein im Jahr 2016 eine Liberalisierung des Personenbeförderungsgesetzes als Konsequenz aus der Debatte um den Anbieter uber.

## Rezeption
Der Verein Cnetz wird stark mit der politisch nahen CDU/CSU identifiziert und wahrgenommen, vergleichbar mit ähnlich organisierten Vereinen der deutschen Parteienlandschaft, wie beispielsweise D64. Wie auch bei D64 interpretierten Medien die Gründung des Vereins als eine (späte) Reaktion auf den zeitweisen Aufstieg der Piratenpartei und der Nichtbesetzung netzpolitischer Themen durch bestehende Parteien. Insbesondere in sozialen Medien wurde die als besonders konservativ wahrgenommene Netzpolitik der Unionsparteien zum Anlass genommen, die Gründung von Cnetz zu kritisieren und zu verspotten.
Insbesondere durch personelle Überschneidungen zwischen ehrenamtlichem Vorstand und der bundesdeutschen Netzpolitik, wird der Verein noch stärker als beispielsweise D64 oder Digitale Gesellschaft als „[...] der einer Partei am Nächsten [...]“ wahrgenommen, „um nicht zu sagen, fast eine parteieigene Gründung“. Der Verein sieht sich selbst als parteiunabhängig, bekundet jedoch selbst „[...] Menschen zusammen [zu bringen], die sowohl netzaffin sind, als auch der Volkspartei CDU nahe stehen.“ In neueren Veröffentlichungen spricht der Verein von sich selbst inzwischen als der „digitalpolitische Arm der Union“ und „als Teil der Unionsfamilie“. Dennoch werden Positionen des Vereins vor allem dann wahrgenommen, wenn sie denen der Mutterparteien CDU/CSU bzw. den von diesen Parteien geführten Ministerien widersprechen.
Die in dem Verein bekannten aktiven Mitglieder – beispielsweise Thomas Jarzombek, Peter Tauber und Dorothee Bär – werden eher dem liberaleren Flügel der CDU/CSU zugerechnet.

## Vereinsstatus
Der eingetragene Verein hat seinen Sitz in Berlin und war bis 2019 gemeinnützig. Im Mai 2019 erkannte das zuständige Berliner Finanzamt die Gemeinnützigkeit ab. Der Verein legte hiergegen Widerspruch ein.

## Mitglieder
Laut eigenen Angaben hatte der Verein Anfang April 2016 über 350 Mitglieder. Nach den Vorstandswahlen am 9. April 2016 leiten der Universitätsprofessor Jörg Müller-Lietzkow und der Bundestagsabgeordnete Thomas Jarzombek als Sprecher den Verein. Christina Schwarzer und René Pickard ergänzten den ehrenamtlichen Vorstand. Nach den Vorstandswahlen vom 5. Mai 2018 bestand der Vorstand zudem aus Britta Rottbeck (Nachfolge für Christina Schwarzer), Isabelle Fischer, Thomas Schauf und Carsten Ovens. Unter den 12 weiteren Beisitzern ist u. a. Tankred Schipanski. Ein ehrenamtlicher Beirat (17 Personen; 2019: u. a. Peter Tauber, Helge Braun, Dorothee Bär, Nadine Schön, Axel Wallrabenstein, Simone Probst) unterstützt den Vorstand.
Weitere bekannte Mitglieder des Vereins sind bzw. waren unter anderem Peter Altmaier, Annegret Kramp-Karrenbauer, Julia Klöckner, Armin Laschet sowie Erika Steinbach.
Ziel des Vereins ist es zudem, sich auch regional stärker aufzustellen und Regionalverbände zu gründen. Regionalverbände gibt es nach eigenen Angaben in Hamburg, Berlin, Mitteldeutschland, Nordrhein-Westfalen, Hessen und Rheinland-Pfalz.